# Karol Dobay
Karol Dobay (2 dicembre 1928 – 20 dicembre 1982) è stato un calciatore cecoslovacco, di ruolo attaccante.

## Carriera

### Club
Ha sempre giocato nel campionato cecoslovacco.

### Nazionale
Ha collezionato 3 presenze in Nazionale.